# Bombardement op Hawija
Het bombardement op Hawija was een luchtaanval in Irak door de Nederlandse luchtmacht die plaatsvond op 3 juni 2015.  
Hawija, een stad in de Iraakse provincie Kirkoek die destijds onder controle van de terreurgroep Islamitische Staat (IS) stond, werd 's nachts door F16's van de Nederlandse luchtmacht beschoten. Nederland maakte deel uit van een internationale coalitie tegen IS en had inlichtingen van de Verenigde Staten gekregen dat zich op een industrieterrein in Hawija een munitieopslagplaats annex bommenfabriek van de groep bevond. 
De luchtaanval trof doel, waarbij mede vanwege de grote hoeveelheid TNT (een explosieve stof) in de opslagplaats een grote explosie ontstond. Deze was dermate krachtig, dat ook de woonwijk naast het industrieterrein vrijwel werd weggevaagd. Woningen in de nabijheid van het doelwit werden verwoest, waarbij ruim 70 burgerdoden vielen en circa 100 gewonden. 
De aanval op het conto van de Nederlandse defensie en de grote impact van de aanval werd ruim vier jaar later, in oktober 2019, in Nederland in het nieuws gebracht door de Nederlandse Omroep Stichting (NOS) en NRC Handelsblad na uitvoerig onderzoek. Een informant had in september 2019 tegen de NOS gezegd dat hij de internationale coalitie vlak voor de aanval op de hoogte stelde van de aanwezigheid van vier vrachtwagens vol TNT  materiaal in de bommenfabriek. Bovendien zou het het Iraakse leger hebben verteld dat er gestrande vluchtelingen uit het zuiden waren ingetrokken in leegstaande gebouwtjes in het gebied.
De onthullingen leidden tot politieke consternatie, vooral omdat bleek dat het Nederlandse ministerie van Defensie al in het jaar van het bombardement op de hoogte was van de feiten. In dat jaar had de toenmalige minister van defensie Hennis tot tweemaal toe op vragen vanuit de Tweede Kamer geantwoord dat er geen sprake was van Nederlandse betrokkenheid bij een luchtaanval in Irak met tientallen doden, hoewel zij wist dat de feiten anders lagen. Na de onthullingen was Hennis' ambtsopvolger Bijleveld de eerste zittende bewindspersoon die vanwege deze politieke feiten ter verantwoording werd geroepen. Er werd een motie van wantrouwen ingediend, ondertekend door bijna de hele oppositie: GroenLinks, SP, PvdD, DENK, PVV, 50PLUS, FVD en onafhankelijk Kamerlid Van Kooten. Het debat over het bombardement en de motie werd gevoerd op 5 november 2019. Aansluitend aan het debat werd de motie verworpen.
Advocaat Liesbeth Zegveld werkt aan een rechtszaak tegen de Nederlandse staat namens slachtoffers en nabestaanden, in samenwerking met de Iraakse hulporganisatie Al-Gad, die bewijs verzamelt.
Eind 2019 werd de motie van Belhaj en Voordewind aangenomen waarin werd opgeroepen tot een vrijwillige schadevergoeding aan nabestaanden en gemeenschappen. In 2020 werd de motie Belhaj aangenomen waarin werd opgeroepen een onderzoek te starten door het OVV. Het OVV was hier echter niet gemachtigd toe, waarop de minister een onafhankelijke onderzoekscommissie samenstelde onder leiding van minister van staat Winnie Sorgdrager. Dit rapport werd vier jaar later gepresenteerd en werd bestempeld als snoeihard ten opzichte van het toenmalige kabinet, die zou de kamer onvolledig en onjuist hebben geïnformeerd.
In april 2022 concludeerden onderzoekers van de Universiteit Utrecht, vredesorganisatie PAX en de Iraakse hulporganisatie Al-Ghad dat het leed en de schade als gevolg van het bombardement groter waren dan tot dan toe bekend. Zo zouden er meer dan 85 burgers zijn gestorven bij de aanval en honderden mensen ernstige verwondingen hebben opgelopen. De toegezegde Nederlandse compensatie van 4,4 miljoen euro, bedoeld voor de wederopbouw van de gerapporteerde schade aan 1200 bedrijven en winkels en 6000 huizen, had bovendien nog niet geleid tot concrete actie.